# 沃川陸氏
沃川陸氏（オクチョンニュクし、朝鮮語: 옥천육씨）は、朝鮮の氏族の一つ。本貫は忠清北道沃川郡である。2015年の調査では、21,410人である。分派に管城陸氏（朝鮮語: 관성육씨）があり、2015年には1,183人がいる。

## 起源
陸氏は、中国河南省平原般郡陸郷に由来する。

## 歴史
『沃川陸氏大同譜』と『朝鮮氏族統譜』によると、始祖は、927年に中国唐から新羅へ移住・帰化した中国浙江省出身の陸普である。唐明宗が文学典礼之臣を新羅に宣教師として送った際に洪殷説などと8学士の一人として移住した。
しかし、 その後の系譜は失伝し、高麗忠烈王時代の主簿陸仁端を一世祖とした。

## 本貫
沃川は忠清北道の沃川郡を指す。『世宗実録地理志』に忠清道沃川郡の土姓として陸・黄・全・申の4姓が記録されている。1896年忠清北道沃川郡となった。

## 分派
陸仁端の孫、陸巨遠の息子の代で分派した。長男陸麗は徳谷公派、次男陸沆は公州牧使公派、三男陸埤は巡察使公派、四男陸綬は郎将公派の祖となり、末子陸台貴の家系は孫の代で絶えた。
- 徳谷公派 - 陸麗
- 牧使公派 - 陸沆
- 巡察使公派 - 陸埤
- 郎将公派 - 陸綬

## 人物
徳谷公派の陸麗は高麗末も都巡察使として倭賊を撃退し功を立てた。高麗が滅亡し、朝鮮となると、官職を捨て、忠清南道公州徳里に隠居した。彼の孫陸命山は、大将軍を務め、次世代で石同系と石貞系に分かれた。
牧使公派陸沆の長子陸晋の子孫には副尉陸渚と済州牧師陸閑、東莱県監陸世英、儒学者陸相贄などがあり、次男陸常の子孫でには同知中枢府事陸春秀、万戸陸碩と訓練院判官陸成禹などがある。
巡察使公派は陸埤の息子陸涯が参判を務め、その息子参奉陸軒の代で2派に別れた。
郎将公派は、将士郎陸漢宗と通政大夫陸鵬が代表的であり、粛宗時代の学者陸鴻は文章と徳行で知られ、「石亭遺稿」を残した。
- 陸大春：朝鮮の文臣。
- 陸用鼎：朝鮮の文臣。
- 陸洪均：独立運動家。国会議員。
- 陸芝修：ソウル大学地理教授。
- 陸寅修：元国会議員。
- 陸英修：朴正煕大統領夫人。
- 陸完順：舞踊家。梨花女子大学教授。
- 陸東翰：国務総理室国務次長。
- 陸東仁：大統領秘書広報首席
- ユク・チュンワン：歌手。
- ユク・ソンジェ：BTOBのメンバー。

## 行列字
| ○世孫  | 25                | 26                         | 27                | 28                | 29                | 30                | 31                | 32                | 33                | 34                | 35                |
| ------ | ----------------- | -------------------------- | ----------------- | ----------------- | ----------------- | ----------------- | ----------------- | ----------------- | ----------------- | ----------------- | ----------------- |
| 行列字 | 근（根） 동（東） | 심（心） 연（然） 렬（烈） | 군（君） 기（基） | 금（錦） 정（錠） | 치（治） 원（源） | 보（保） 모（模） | 구（久） 훈（熏） | 생（生） 배（培） | 명（銘） 호（鎬） | 지（知） 옥（沃） | 인（仁） 주（柱） |

## 科挙及第者
沃川陸氏は朝鮮時代の文科及第者1人、武科及第者7人、生員・進士11人を輩出した。
文科
陸大春
武科
陸億亀　陸自屹　陸重秀　陸重輝　陸震声　陸千亀　陸忠立
生員試
陸公達　陸金石　陸大鵬　陸炳蘭　陸相龍　陸峙
進士試
陸用弼　陸鍾允　陸祉遠　陸海源　陸鴻運

## 集姓村
- 忠清南道錦山郡済原面龍化里
- 全羅北道長水郡山西面馬下里
- 全羅北道長水郡山西面円興里[4]

## 人口
- 1985年沃川陸氏（4,341世帯18,027人）+管城陸氏（110世帯460人）= 18,487人
- 2000年沃川陸氏（6,259世帯20,173人）+管城陸氏（404世帯1,329人）= 21,502人
- 2015年沃川陸氏21,410名+管城陸氏1,183人= 22,593人[1]